# Olivella intorta
Olivella intorta är en snäckart som beskrevs av Carpenter 1857. Olivella intorta ingår i släktet Olivella och familjen Olividae. Inga underarter finns listade i Catalogue of Life.